# スーパーツイーター
スーパーツイーター（英：Super Tweeter ）とは超高音域（一般には可聴領域を越える20kHz以上の高周波数）を専門的に再生するのに特化したツイーター（スピーカー）のことである。製品にもよるが、およそ10kHz～200kHz程度までの帯域を再生できる。スーパートゥイーターともいう。

## 概要
サブウーファー（スーパーウーハー）が超低域を再生するためのスピーカーであるのと同様に、スーパーツイーターは超高域を再生する為のスピーカー。
製品としてのスピーカーにあらかじめ取り付けられた状態、又は内蔵の物と、既存のスピーカーの上に後付けするタイプの製品がある。（本項では、スーパーツイーター単体と表現）
ユニットの形状としては主にドーム型、リボン型、リーフ型、フィルム型などがある。

## 不可聴音域の音（効果）
通常20kHzを越える超高周波の音域は人間にとってはほとんど不可聴音域であり、純粋なサイン波としてこの音域を発生させても、ほとんどのヒトは音として聴き取る事ができない。また個人差、あるいは加齢による耳の能力の減退によって、それよりさらに低い音域であっても聴き取れない場合がある。
しかしながら、この音域には本来含まれている音の倍音成分が含まれており、超高音域の音を含んだ音はそれを含まない音よりも
- 聴き心地が良い
- 温かみがある
- ノイズが抑えられている
- 細かい音がよりシャープネス・クリアネスになる

等々のメリットが報告されているが、後述の『ハイパーソニック・エフェクト』の通り、身体的・音質的効果が確認されており、一概に音の効果だけの評価ではないと思われる。
音の良し悪しについては個人の嗜好の問題も含まれるが、少なくとも人間が聴き取る事のできないとされる帯域の音であっても、聴いている人間に影響を与える事は、実験によって確かめられている

## 普及(ソフト・ハード・ハイレゾについて)
超高音域も収録可能な次世代CD規格としてスーパーオーディオCDやDVDオーディオ、そしてビデオ規格としてBlu-ray DiscやHD DVD等が登場し、これらに含まれる超高音域を再生できるスピーカーユニットとしてスーパーツイーターが注目されるようになった、
そして、減衰があるとは言え、もとよりカットされず超高音域が収録されているアナログレコードの方が20kHz以上（厳密には22.05kHz以上）をカットされた音楽CD（CD-DA）よりも高音質であると尚更の支持を得る事も招いた。
実際は、レコードでも超高音域はカットされているのですが、レコードでもCD音源（22.05kHzまで）でもスーパーツイーターの効果があるとの報告もある。（おそらく身体的効果によるもの）
また一部、CDプレーヤーにおいては高域波形再現DSP（デジタルシグナルプロセッサ）もしくは同様の機能が搭載されており、スーパーツイーターにより、より効果を実感できる。
スーパーオーディオCD、DVDオーディオの普及はほとんどしていない為、これらに収録されるようなハイサンプリング周波数での録音や音声収録（いわゆる"ハイレゾ音源"）は、ネットによるダウンロード販売がはじまって、ようやく普及の兆しを見せた。
しかし、その普及し始めた2012年頃には、まだダウンロードされたハイレゾ音源も、再生できるデジタルオーディオプレーヤーが少なく、PCオーディオ環境を整えた、パソコンのある環境でしか楽しめなかった。
（配信については、ハイレゾと圧縮コーデック音源で価格差がある為、実際、現状においても普及には遠い）
また、その頃、販売されていたスーパーオーディオCDやDVDオーディオ等のソフトは大半がクラシックやジャズ等の一部ジャンルに隔たっていることや、ハイサンプリング収録のBDビデオも一部でしかない為、ハイレゾ音源の普及は未だに二の足を踏んでいる状態であった。（当時、ハイビットレート音源は伝送が難しく、プレーヤー、AVアンプにi.linkが上級機に搭載された。TS信号用とは違い、i.linkオーディオ規格がHDMIの搭載が進むまで見られた。これは、2007年、アメリカで法律によりHDCP非搭載の製品が販売できなくなった影響から、音声にも影響が及んだ形。実際、i.linkよりビットレートは低い為、eARCの登場まで音質は優先されない状況があった。）
2014年頃、スマートフォン普及に乗じて、ポータブルアンプ（アンプ (音響機器)）と、高音質なイヤホン・ヘッドフォンのブーム、そこに付随し高音質なポータブルデジタルオーディオプレーヤーも各社から発売。
（ブームも落ち着きを見せる現状(2016年)においてDAPは、約2500機種・ハイレゾ対応機種も約150機種販売されるに至っている。）
これらポータブルアンプ、DAPがハイレゾ音源（ハイサンプリングPCMやDSD）に対応していることから再生環境は整ってきた。
PC環境においては、USBDACも多彩な機種が流通、単品コンポでも、ハイレゾ対応の据え置きDACにUSB入力の搭載。
さらにブームも一巡したと思われるポータブルアンプのDACとしての流用可能なものもあり、環境の改善を見せている。
ネットワークプレーヤー(ネットワークオーディオ)も、単体（PCなし）で使える据置タイプのものも各社から販売されるが、一般用途としては、多様な用途がわかりづらかったのか、一部、有識者が活用するに留まる。（ネットワークプレーヤーをスピーカーと一体型とし、拡張性を持たせた”スマートスピーカー”が発売されるも、日本ではボイスコマンドが一つの壁となっているのか、これも普及には至っていない）
ソフトについても、スーパーオーディオCDやDVDオーディオは普及しなかったが、MQA-CD（Master Quality Authenticated）の登場やハイブリッドSACD（Super Audio CD）の見直しも見られる。
音楽のサブスクリプションサービスにおいても、ハイレゾ音源の配信も一部始まった。
ただし、ハイレゾは有料とされ、いまだに無料で聴ける圧縮音源配信が一般的には普及している。

## ハイパーソニック・エフェクト
ハイパーソニック・エフェクトは、可聴帯域外、主に超高音域または高周波数成分のヒトへの影響を研究したもの。
人間にとって聴こえないとされる音でも、楽器の生演奏や自然界にある音には超高音域も多分に含まれており、実際に脳波試験などを用いて実験を行った。結果、リラックス効果等の健康効果も見出され、超音波を含む音は、全身（聴覚と身体）での聴取でより効果があったことが、ここでは報告されている。音としてだけでなく、超高音域を浴びる事による身体的効果はハイパーソニック・エフェクトの大きな発見である。
実際は、未解明点も多いが、この研究によって、オーディオメーカーもユーザーも可聴帯域外の再考と、更なる関心（倍音成分以外も興味を）を持つ事となった。

## 今後
『ハイパーソニック・エフェクト』の項で述べた通り、身体的・音質的にも効果があると報告があり、身体的効果も含めスーパーツイーターの必要性はあると主張するオーディオマニアは少なく無い。
しかし、サブウーファーと比べても、スーパーツイーター単体での製品は多くなく、活用される場も、ほぼ業務用としての活用以外は限られてしまっている。
最近のスピーカーでは、ツイーターに、ある程度の超高音域を再生できるものが多くなってきており、前述の後付けのタイプの製品（民生用スーパーツイーター単体での製品）は少なくなっている。
（ひと昔前で言えば、スーパーツイーター＋フルレンジ＋サブウーファーといった構成になる様な３ウェイスピーカーが、現状、普通となってきている。また、明確な規定はないものの、同構成３ウェイスピーカーにおいても、2ウェイスピーカーを軸として開発されたものについては、2.1ウェイや2.5ウェイと表現されるモデルも発売されている。）
そのコンポーネントとしてのスピーカー自体、所有台数は年々下がっており、オーディオのポータブル化・小型化が進んだ現在、今後は高音質を特徴とするワイヤレススピーカーやスマートスピーカー・AIスピーカー等に、広い高音域を持ったツイーターユニットが搭載されると思われる。（イヤホンやヘッドホンにおいても超高音域対応製品は出ていて、一部にツイーターユニット搭載も見られる。）
上記の様に、現状販売されている製品の多くは、『ハイレゾ対応』を謳っており、買い替えが進むにつれハイレゾ再生環境自体は、自然と普及していくと思われるが、最終的にはソフトの問題で、前述した通り、少々値段の高いハイレゾ音源を求めるかどうかにかかっている。

よって、スーパーツイーターを活かす意味においても、真の超高音域が音楽として一般的に聴かれる様になるのは、まだ難しいと思われる。
『ハイパーソニック・エフェクト』で言及のある、音以外の効果（健康・リラックス等）、例えば、それを使った健康器具等が開発された時、スーパーツイーターは、新たな必要性が生まれるかもしれない。（スーパーツイーター単体で考えた場合）

## 参考
1. 1 2  科学者・芸術家の大橋力は、音を聴いている人間の脳波を測定するという方法によって、音を聴いている本人が意識しなくとも、20kHz以上の帯域の音が聴いている人間に間違い無く影響を与えている事を実証した（出典は、大橋力の著書　詳細は『ハイパーソニック・エフェクト』にて（大橋力氏は後に同名の著書を出しており、命名者でもある。））。